# Elatostema obliquifolium
Elatostema obliquifolium är en nässelväxtart som beskrevs av Franz Reinecke. Elatostema obliquifolium ingår i släktet Elatostema och familjen nässelväxter. Inga underarter finns listade i Catalogue of Life.